# Radionica
Radionica je radno mjesto s postojećim alatima ili strojevima za proizvodnju ili popravak raznih dobara.
Radionice danas prevladavaju u obrtničkim djelatnostima, kao što je u stolarije, bravarije, krojačnice, auto servis ili u umjetničkom području kao primjerice u umjetničkim studijima. Radionicom nazivamo i odjele u tvornici u kojem se obavlja neki specifični tip posla, odnosno gdje se nešto izrađuje i popravlja, nasuprot skladišnim, voznim i upravnim prostorima.
U današnjici pojmom radionice nazivamo vrste tečaja.